# Amt Bork
Das Amt Bork war bis zur Kommunalreform, die am 1. Januar 1975 in Kraft trat, eine kommunale Körperschaft (Amt). Es gehörte zur preußischen Provinz Westfalen und zum Land Nordrhein-Westfalen. Das Gebiet des damaligen Amtes liegt heute vollständig im Kreis Unna.
Zur Rechtsnachfolgerin wurde die Stadt Selm bestimmt. Das ehemalige Amtshaus in Bork dient der heutigen Stadt Selm als Rathaus.

## Geographie

### Lage
Das Amt lag nördlich der Lippe und bildete zusammen mit dem Amt Werne den Süden des Kreises Lüdinghausen und des Münsterlandes. Das ehemalige Amtsgebiet liegt heute im Nordwesten des Kreises Unna.

### Nachbarn
Das Amt Bork grenzte im Uhrzeigersinn im Norden beginnend an die Ämter Lüdinghausen, Nordkirchen und Werne, an die Kreise/Landkreise Hamm, ab 1930 Unna, Dortmund und Recklinghausen sowie an das Amt Olfen. An die Stelle des Landkreises Dortmund trat im Jahr 1928 die kreisfreie Stadt Lünen.

## Geschichte
Die preußische Landgemeindeordnung für die Provinz Westfalen von 1841 ersetzte die in der Franzosenzeit (1806 bis 1813) eingeführten Kantone mit Wirkung ab 1843 durch Ämter. Das Amt Bork befand sich im münsterländischen Kreis Lüdinghausen.
Am 1. Januar 1975 wurde das Amt anlässlich der Gemeinde- und Kreisneugliederung in Nordrhein-Westfalen, bei der alle Ämter ihre Existenz verloren, aufgelöst.

### Wappen
| Wappen von Amt Bork | Blasonierung: „In Gold (Gelb) ein roter Balken oben begleitet von zwei und unten von einer roten Rose mit gelben (goldenen) Butzen und grünen Kelchblättern.“ |
| Wappen von Amt Bork | Wappenbegründung: Das Wappen wurde am 29. Februar 1956 vom nordrhein-westfälischen Innenminister verliehen. Die Farben Gold und Rot sind die des Hochstiftes Münster und zugleich die der Herren von Münster, die lange die in der Selmer Gemarkung gelegene Burg Botzlar innehatten sowie der Grafen von Cappenberg. Die Rosen entstammen dem Wappen des Reichsfreiherrn Heinrich Friedrich Karl vom und zum Stein, der 1816 das Schloss Cappenberg erworben hatte |

## Gemeinden

### Gemeinden in der Mitte des 19. Jahrhunderts
Das Amt Bork wurde bei seiner Errichtung wie folgt eingeteilt:
- Gemeinde Bork
  - mit den Bauerschaften Altenbork, Hassel, Netteberge und Uebbenhagen
- Gemeinde Selm
  - mit den Bauerschaften Beifang, Ondrup, Ternsche und Westerfelde
- Gemeinde Altlünen
  - mit den Ortsteilen Alstedde, Nordlünen und Wethmar

### Veränderungen
Der Name der Borker Bauerschaft Uebbenhagen wurde im Verlauf der Zeit immer mehr durch die Bezeichnung Cappenberg verdrängt. Grund hierfür war das Schloss Cappenberg am Rand dieser Bauerschaft. Im Verlauf der Zeit wurde Cappenberg zu einem eigenen Ortsteil.
Die Borker Bauerschaft Hassel verlor mit der Zeit ihren Bauerschaftscharakter.
Die Selmer Bauerschaft Beifang wurde im 19. Jahrhundert durch die Errichtung der Zeche Hermann mit ihrer Zechensiedlung zu einem eigenen Ortsteil.

### Verbleib der Gemeinden
| Ehemalige Gemeinde | Datum der Änderung | Neue Gemeinde | Anmerkungen                                                           |
| ------------------ | ------------------ | ------------- | --------------------------------------------------------------------- |
| Altlünen           | 01.01.1975         | Lünen         | Lünen ist seit 1975 nicht mehr kreisfrei. Jetzt Kreis Unna.           |
| Bork               | 01.01.1975         | Selm          |                                                                       |
| Selm               | 01.01.1975         | Selm          | Am 27. September 1977 wurde Selm zur Stadt ernannt. Jetzt Kreis Unna. |

## Trivia
Zunächst trugen alle Häuser im Amt Bork Dorf- bzw. Bauerschaftsnummern. Die Adressen lauteten also ursprünglich beispielsweise Dorf 26 oder Ternsche 17. Als die Straßennamen eingeführt wurden, wurden diese in die Adresse aufgenommen. Die Hausnummern behielt man. Also wurden beispielsweise aus der Adresse Dorf 26 die Ludgeristraße 26 und aus Beifang 87 die Breite Straße 87. In den Personalausweisen stand jedoch weiterhin Beifang 87. Dieses System gab es im gesamten Amt mit Ausnahme der Zechensiedlung in Beifang. Diese wurde nach heute üblichen Maßstäben durchnummeriert. Dort bildete jedoch wiederum die Buddenbergstraße eine Ausnahme.
In der Mitte der 1960er Jahre wurden im gesamten Amt mit Ausnahme der Zechensiedlung in Beifang die Häuser umnummeriert. Alle erhielten blaue Schilder mit einer weißen Nummer. Hier kam es in Altlünen zu einer Kuriosität. Während man beispielsweise bei der Borker Straße und der Cappenberger Straße die Lüner Nummerierung beachtete und fortführte, war dies bei der Münsterstraße in Wethmar nicht der Fall. Man begann von Neuem mit 1 und 2 ff.
Als in der Beifanger Zechensiedlung die Gebäude haushälftenweise verkauft wurden, erhielten dort alle Haushälften neue Hausnummern. Man wollte die Vergabe sehr vieler Hausnummern mit einem Ergänzungsbuchstaben a verhindern. Zudem änderte man die Adressen, wenn der Hauseingang an der Nachbarstraße lag. Von dieser Aktion wurden nur die Zechenhäuser an der Kreisstraße ausgenommen.